# Tío Pujio
Tío Pujio é um município da província de Córdova, na Argentina.